# Куртово
Куртово е село в Южна България. То се намира в община Карлово, област Пловдив.

## География.
Село Куртово се намира в планински район.